# 1976-os Formula–1 brit nagydíj
A brit nagydíj volt az 1976-os Formula–1 világbajnokság kilencedik futama.

## Futam
Niki Lauda és Clay Regazzoni az első körben koccant, Regazzoni kocsija pedig keresztbe állt a pályán, Hunt nekiment és tönkrement a kerékfelfüggesztése. Nyolc versenyző ütközött, ezért a rendezőség leállította a versenyt a roncsok eltakarítása miatt. A szabályok értelmében az újraindításnál csak a menetképes autók indulhattak, Hunté azonban tönkrement, viszont a hazai közönség hangosan követelte Hunt versenybe engedését, a rendezőség engedett a nyomásnak. Bár Hunt megnyerte a versenyt, két hónap múlva az FIA-sportbírósága megfosztotta a kilenc ponttól és Laudának ítélte a győzelmet.
| Helyezés | #  | Versenyző          | Csapat/Motor       | Körök | Idő/Kiesés oka     | Rajthely | Pontszám |
| -------- | -- | ------------------ | ------------------ | ----- | ------------------ | -------- | -------- |
| Kizárva  | 11 | James Hunt         | McLaren-Ford       | 76    | Kizárva            | 2        |          |
| 1        | 1  | Niki Lauda         | Ferrari            | 76    | 1:44:19,66         | 1        | 9        |
| 2        | 3  | Jody Scheckter     | Tyrrell-Ford       | 76    | + 16,18            | 8        | 6        |
| 3        | 28 | John Watson        | Team Penske-Ford   | 75    | + 1 kör            | 11       | 4        |
| 4        | 16 | Tom Pryce          | Shadow-Ford        | 75    | + 1 kör            | 20       | 3        |
| 5        | 19 | Alan Jones         | Surtees-Ford       | 75    | + 1 kör            | 19       | 2        |
| 6        | 30 | Emerson Fittipaldi | Fittipaldi-Ford    | 74    | + 2 kör            | 21       | 1        |
| 7        | 24 | Harald Ertl        | Hesketh-Ford       | 73    | + 3 kör            | 23       |          |
| 8        | 8  | Carlos Pace        | Brabham-Alfa Romeo | 73    | + 3 kör            | 16       |          |
| 9        | 17 | Jean-Pierre Jarier | Shadow-Ford        | 70    | + 6 kör            | 24       |          |
| Kiesett  | 6  | Gunnar Nilsson     | Lotus-Ford         | 67    | Motorhiba          | 14       |          |
| Kiesett  | 10 | Ronnie Peterson    | March-Ford         | 60    | Üzemanyag rendszer | 7        |          |
| Kiesett  | 18 | Brett Lunger       | Surtees-Ford       | 55    | Váltó              | 18       |          |
| Kiesett  | 4  | Patrick Depailler  | Tyrrell-Ford       | 47    | Motorhiba          | 5        |          |
| Kiesett  | 7  | Carlos Reutemann   | Brabham-Alfa Romeo | 46    | Olajnyomás         | 15       |          |
| Kiesett  | 35 | Arturo Merzario    | March-Ford         | 39    | Motorhiba          | 9        |          |
| Kizárva  | 2  | Clay Regazzoni     | Ferrari            | 36    | Olajnyomás         | 4        |          |
| Kizárva  | 26 | Jacques Laffite    | Ligier-Matra       | 31    | Felfüggesztés      | 13       |          |
| Kiesett  | 9  | Vittorio Brambilla | March-Ford         | 22    | Baleset            | 10       |          |
| Kiesett  | 38 | Henri Pescarolo    | Surtees-Ford       | 16    | Üzemanyag rendszer | 26       |          |
| Kiesett  | 22 | Chris Amon         | Ensign-Ford        | 8     | Vízszivárgás       | 6        |          |
| Kiesett  | 5  | Mario Andretti     | Lotus-Ford         | 4     | Gyújtás            | 3        |          |
| Kiesett  | 12 | Jochen Mass        | McLaren-Ford       | 1     | Kuplung            | 12       |          |
| Kiesett  | 34 | Hans-Joachim Stuck | March-Ford         | 0     | Baleset            | 17       |          |
| Kiesett  | 25 | Guy Edwards        | Hesketh-Ford       | 0     | Baleset            | 25       |          |
| NK       | 20 | Jacky Ickx         | Wolf-Williams-Ford |       |                    |          |          |
| NK       | 13 | Divina Galica      | Surtees-Ford       |       |                    |          |          |
| NK       | 40 | Mike Wilds         | Shadow-Ford        |       |                    |          |          |
| NK       | 33 | Lella Lombardi     | Brabham-Ford       |       |                    |          |          |

## Statisztikák
Vezető helyen:
- Niki Lauda: 44 (1-44)
- James Hunt: 32 (45-76)

Niki Lauda  12. győzelme, 21. pole-pozíciója, 9. leggyorsabb köre, 3. mesterhármasa (gy, pp, lk)
- Ferrari 64. győzelme.

A Formula–1 világbajnokság történetében első alkalommal volt a versenyzők között két hölgy is, Lella Lombardi és Divina Galica.